# Кадлубувка (Підляське воєводство)
Кадлубувка (пол. Kadłubówka) — село в Польщі, у гміні Бранськ Більського повіту Підляського воєводства.
Населення — 134 особи (2011).
У 1975—1998 роках село належало до Білостоцького воєводства.

## Демографія
Демографічна структура станом на 31 березня 2011 року:
|          | Загалом | Допрацездатний вік | Працездатний вік | Постпрацездатний вік |
| -------- | ------- | ------------------ | ---------------- | -------------------- |
| Чоловіки | 75      | 19                 | 46               | 10                   |
| Жінки    | 59      | 13                 | 32               | 14                   |
| Разом    | 134     | 32                 | 78               | 24                   |